# Нижнє (Куртамиський округ)
Ни́жнє (рос. Нижнее) — село у складі Куртамиського округу Курганської області, Росія.
Населення — 1018 осіб (2010, 1183 у 2002).
Національний склад станом на 2002 рік:
- росіяни — 95 %